# Matthias Trattnig
Matthias Trattnig, född 22 april 1979 i Österrike, är en österrikisk före detta ishockeyspelare. Under sin karriär spelade han bland annat för Syracuse Crunch i AHL, Djurgårdens IF i Elitserien och österrikiska EC Red Bull Salzburg.

## Karriär
- 1995–1996 – EC Graz
- 1996–1997 – Capital District Selects
- 1997–2001 – Maine Black Bears
- 2001–2003 – Djurgårdens IF
- 2003–2004 – Kassel Huskies
- 2004–2005 – Syracuse Crunch
- 2005–2019 – EC Red Bulls Salzburg